# 네비올로

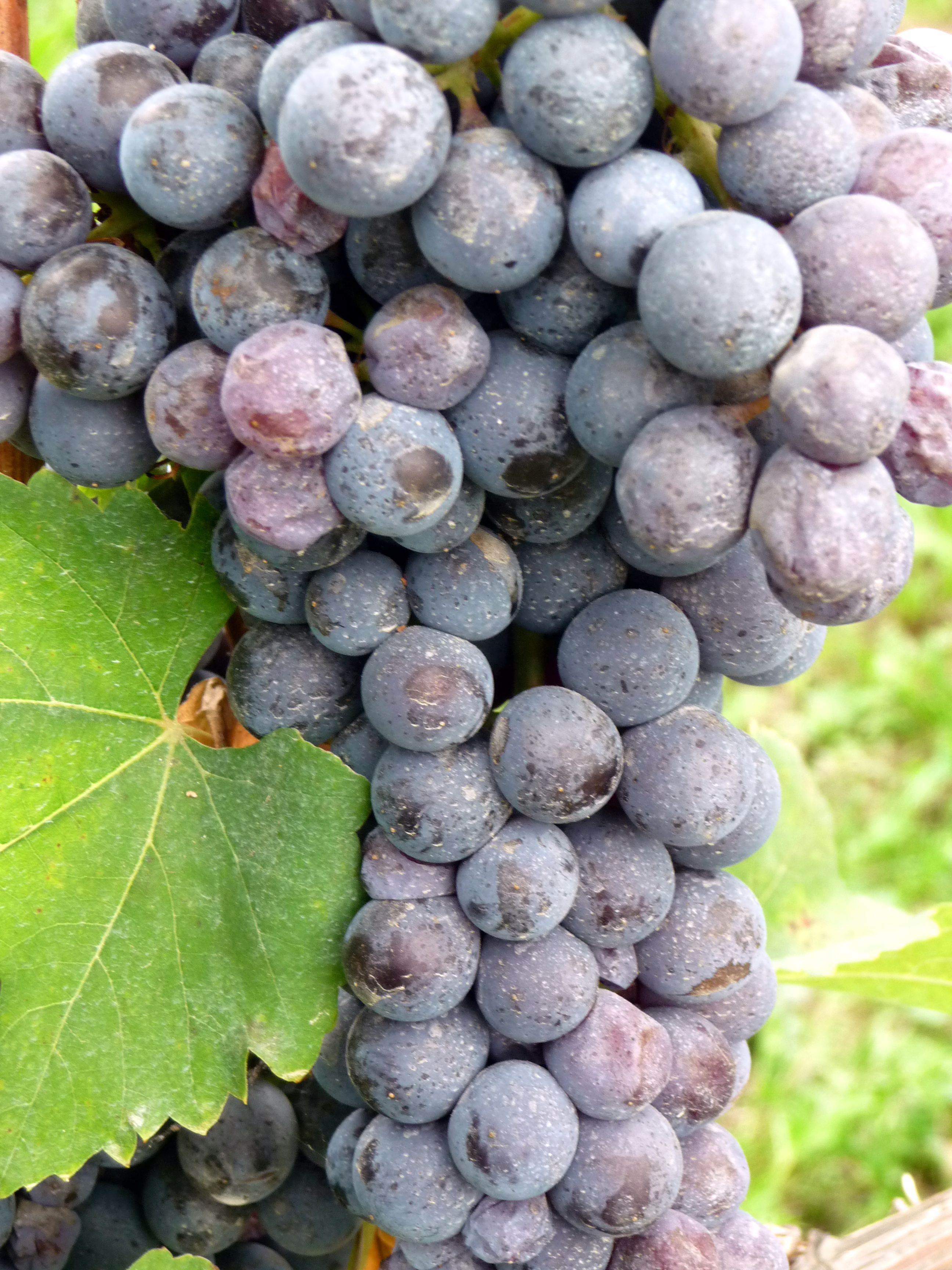

네비올로(Nebbiolo, /ˌnɛbiˈoʊloʊ/, 이탈리아어: [nebˈbjɔːlo]; Piedmontese: nebieul [neˈbjøl])는 주로 피에몬테 지역과 관련된 이탈리아 적포도주 품종으로, 이곳에서 바롤로, 바르바레스코, 로에로, 가티나라, 카레마, 게메의 데노미나치오네 디 오리지네 콘트롤라타(DOCG) 와인을 만든다. 네비올로(Nebbiolo)는 "안개"를 의미하는 이탈리아어 네비아(nebbia) 또는 피에몬테세 네비아(Piedmontese nebia)에서 그 이름이 유래된 것으로 생각된다. 일반적으로 10월 말에 열리는 수확기에는 많은 네비올로 포도원이 위치한 랑게 지역에 깊고 강렬한 안개가 짙게 깔린다. 다른 설명은 열매가 성숙함에 따라 열매 위에 형성되는 안개와 같은 녹내장 베일을 언급하거나 아마도 그 이름이 고귀한 의미의 이탈리아어 단어 nobile에서 파생되었을 수도 있다. 네비올로는 성숙하지 않은 시절에는 타르와 장미 향이 나며 타닌이 강한 밝은 색상의 레드 와인을 생산한다. 숙성되면서 와인은 잔 가장자리에 독특한 벽돌색 오렌지색을 띠고 숙성되면서 제비꽃, 타르, 야생 허브, 체리, 라즈베리, 송로버섯, 담배, 자두 등의 다른 향과 풍미가 드러난다. 네비올로 와인은 타닌과 다른 특성의 균형을 맞추기 위해 수년간의 숙성이 필요할 수 있다.